# Janet Montgomery

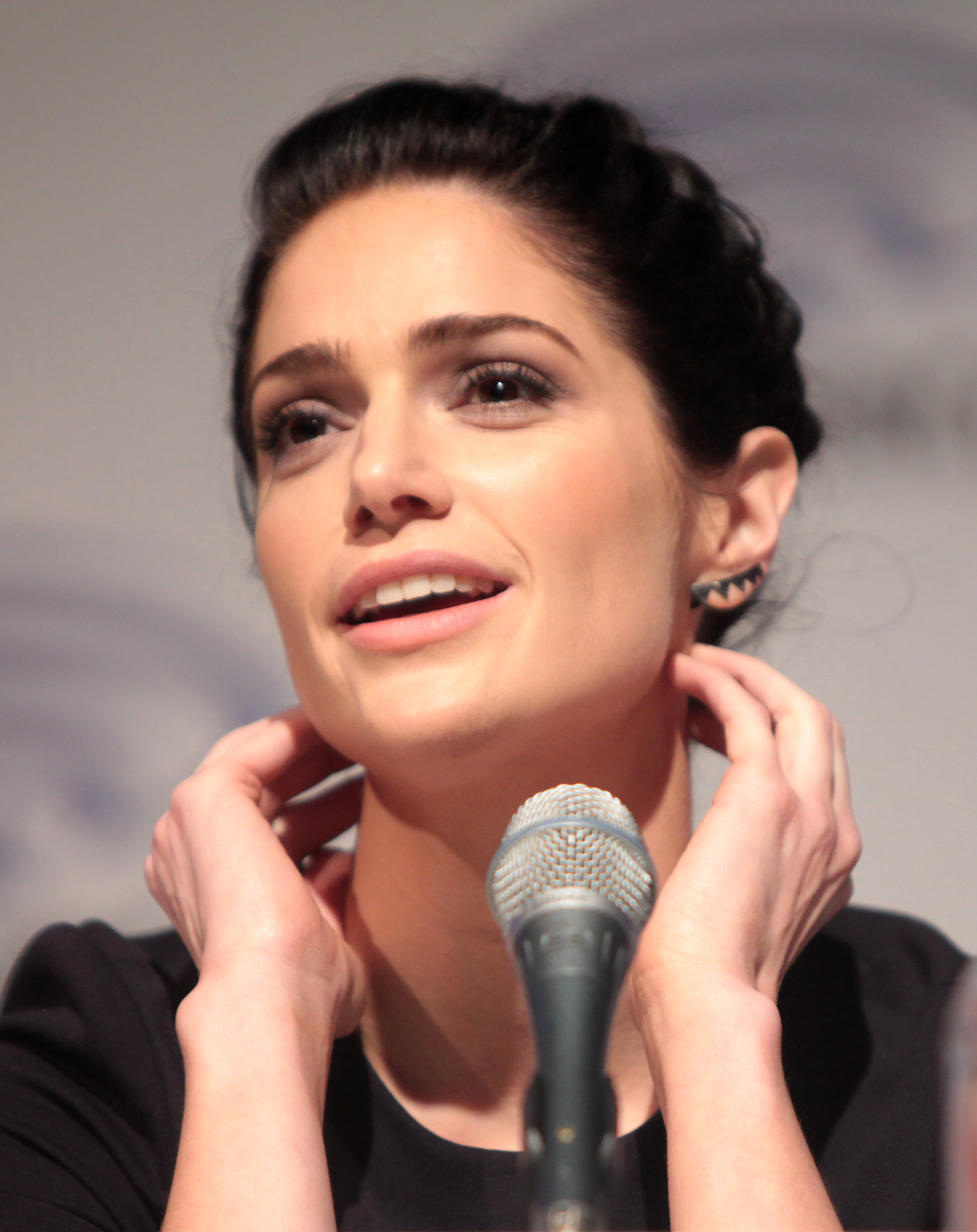
Janet Montgomery auf der WonderCon 2015

Janet Montgomery (* 29. Oktober 1985 in Bournemouth, Dorset, England) ist eine britische Schauspielerin, die seit 2009 in den Vereinigten Staaten lebt und arbeitet.

## Leben und Karriere
Ihren ersten Fernsehauftritt hatte Montgomery 1997 im Alter von zwölf Jahren, als sie zusammen mit ihrem Bruder in der britischen Sendung Short Change zu sehen war. Ihr Interesse für die Schauspielerei behielt sie bei und machte 2006 ihren Abschluss am Stella Mann College für Darstellende Künste in Bedford. Einen Fernsehauftritt hatte Montgomery zwei Jahre später, 2008, in einer Gastrolle in der zweiten Staffel der Serie Skins – Hautnah. Es folgten noch zwei kleinere Rollen im Fernsehdrama Dis/Connected sowie im Kurzfilm Flushed, bevor die Schauspielerin im Frühjahr 2009 nach Los Angeles zog, um dort weiterzuarbeiten. So stand sie in dem Jahr für die beiden Direct-to-DVD-Horrorfilme The Hills Run Red – Drehbuch des Todes und Wrong Turn 3: Left For Dead vor der Kamera. Weitere Filmrollen hatte sie unter anderem im Vampirstreifen Dead Cert (2010) an der Seite von Jason Flemyng sowie im Psychothriller Black Swan (2010) als Madeline.
2010 bekam die Schauspielerin außerdem zwei größere Serienrollen. So ist sie in der siebten und achten Staffel der Dramedy Entourage in einer Nebenrolle als Jennie, Sekretärin von Eric Murphy (Kevin Connolly), zu sehen. In der zweiten Staffel der Actionserie Human Target verstärkte sie als ehemalige Diebin Ames das Team um Christopher Chance, gespielt von Mark Valley. Am 10. Mai 2011 gab Fox jedoch bekannt, keine dritte Staffel mehr zu produzieren.
2012 bekam Montgomery die Hauptrolle der Martina Garretti in der US-amerikanischen Justizserie Made in Jersey. Bereits nach zwei ausgestrahlten Episoden gab CBS aufgrund sinkender Zuschauerquoten die Absetzung der Serie bekannt. Bis Dezember 2012 wurden sechs weitere Folgen der Serie ausgestrahlt.
Drehbuchautor und Regisseur Stephen Poliakoff buchte Janet Montgomery aufgrund eines von ihr eingesandten Profilvideos via Skype für seine fünfteilige BBC-Serie Dancing on the Edge. Sie spielte in dem Historienkostümdrama der 1930er Jahre die Fotografin Sarah, Tochter russischer Einwanderer in London. Im Februar 2018 wurde Montgomery in einer Hauptrolle in dem NBC-Medizindrama New Amsterdam als Lauren Bloom, die Chefärztin der Notaufnahme, besetzt.

## Filmografie (Auswahl)
- 2008: Skins – Hautnah (Skins) (Fernsehserie, Episode 2x06)
- 2008: Dis/Connected (Fernsehfilm)
- 2008: Flushed (Kurzfilm)
- 2009: The Hills Run Red – Drehbuch des Todes (The Hills Run Red)
- 2009: Wrong Turn 3: Left For Dead
- 2009: Accused at 17
- 2010: The Rapture
- 2010: Dead Cert
- 2010: Black Swan
- 2010: The League (Fernsehserie, Episode 2x01)
- 2010–2011: Entourage (Fernsehserie, 10 Episoden)
- 2010–2011: Human Target (Fernsehserie, 11 Episoden)
- 2011: Everything Carries Me to You (Kurzfilm)
- 2011: Our Idiot Brother
- 2011–2012: Merlin – Die neuen Abenteuer (Merlin, Fernsehserie, 2 Episoden)
- 2012: Made in Jersey (Fernsehserie, 8 Episoden)
- 2013: The Republic of Two
- 2013: Dancing on the Edge (Miniserie, 5 Episoden)
- 2013: Die Spione von Warschau (Spies of Warsaw, Miniserie, 4 Episoden)
- 2014: Black Mirror (Fernsehserie, Episode 2x04)
- 2014–2017: Salem (Fernsehserie, 36 Episoden)
- 2015: Salem – Witch War Special (Fernsehsendung)
- 2016: Happily Ever After
- 2016: The Escorts (Amateur Night)
- 2016–2017: This Is Us – Das ist Leben (This Is Us, Fernsehserie, 5 Episoden)
- 2017: Den Sternen so nah (The Space Between Us)
- 2017: Romans – Dämonen der Vergangenheit (Romans)
- 2018: In a Relationship
- 2018: The Romanoffs (Fernsehserie, Episode 1x02)
- 2018–2023: New Amsterdam (Fernsehserie, 89 Episoden)
- 2019: Nighthawks
- 2020: Denk wie ein Hund (Think Like a Dog)
- 2022: The Ex-Wife (Miniserie, 4 Episoden)
- 2022–2025: 1923 (Fernsehserie)
- 2023: Quantum Leap (Fernsehserie, Episode 2x02)